# Ashlee Vance
Ashlee Vance (nascido em 1977) é um colunista de negócios americano e autor.
Ele é mais conhecido por sua biografia sobre Elon Musk chamada Elon Musk: Tesla, SpaceX, and the Quest for a Fantastic Future. O livro foi lançado em 19 de Maio de 2015.

## Trabalhos
Vance é primariamente conhecido por escrever para The Register de Março de 2003 to August 2008, mas mudou para o The New York Times em Setembro de 2008 e então para o Bloomberg Businessweek em Janeiro de 2011. Vance cobriu empresas como a IBM, HP, Intel, e Dell, e também escreveu sobre uma grade variedade de tópicos tecnológicos, incluindo robôs, diciclo Segway, e a linguagem de programação "R".
Em 2007, Vance escreveu um livro chamado: Geek Silicon Valley, sobre a história do Vale do Silício. Em 2015 ele publicou uma biografia sobre Elon Musk. Seus textos também aparecem em publicações como The Economist, Chicago Tribune, CNN.com, The Globe and Mail, o International Herald Tribune, e CNET.
Vance apresentou um podcast de áudio chamado Semi-Coherent Computing entre 2007–2008, no qual ele discutiu os tópicos de computação corporativa como: resfriamento de Datacenter e servidores blade e entrevistou convidados como o pioneiro do chip David Ditzel dos Transmeta, Sun Microsystems, e Bell Labs.
Em 2015, Vance começou a escrever a série de vídeos "Hello World" para a Bloomberg, focando na cena tecnológica de vários países. No mesmo ano, ele publicou sua biografia sobre Elon Musk, o fundador da Tesla, SpaceX, PayPal e outras empresas de tecnologia.
- Este artigo foi inicialmente traduzido, total ou parcialmente, do artigo da Wikipédia em inglês cujo título é «Ashlee Vance».